# Sättugn
Sättugn eller biläggarugn är en sorts järnugn som ursprungligen varit vanlig i södra delarna av Sverige. Sättugnar började först komma i bruk i mer förmögna hem på 1500-talet och sågs då som tecken på hög status. De infördes i slutet av medeltiden i städerna, och var då betydligt ovanligare på landsbygden.
Troligen började man någonstans i alpländerna forma valvet i ugnarna av bränd lera (taksten, tegel eller kakel), ett uppslag, som blev grundläggande inom ugnsindustrien. Sådana ugnar består av en kubisk låda kring förbränningsplatsen och (oftast) en intillstående värmebehållare, som kan vara av olika form. Liknande ugnar av kakel och järnhällar (järnkakelugnar), eller enbart av järnhällar (järnugnar), fick stor spridning och infördes även i de nordiska länderna. Järnugnarna kom dock knappast i bruk förrän på 1500-talet, men blev då så mycket mer populära på grund av sina goda värmeegenskaper. 
De flesta bland de tidigare var sannolikt sätt- eller biläggarugnar och kombinerades med de öppna spisarna såväl i slott som i allmogehus. De fick särskild framgång i de provinser, som under 1500- och 1600-talen lydde under danska kronan, dvs Skåne, Blekinge och södra Halland.
Eldstaden kunde nästan vara ett helt rum, spisens härd kunde vara hästskoformad, och när man stod mellan dess armar, var man under bar himmel. Den kolossala bakugnen sköt ut som en liten egen byggnad utanför husets vägg med järnugnen inne i ett eget rum, skilt från köket. 
I andra hus (t.ex. Kyrkhultsstugan från Blekinge på Skansen) hade denna rumsfördelning ännu ej skett, utan järnugnen-sättugnen står också inne i köket bredvid spisen. Dessa annorlunda ugnsformer var oftast, på 1600-talet sättugnar, men redan omkring år 1600 var sådana, enligt trovärdiga uppgifter, vindugnar, det vill säga självständiga eldstäder. Därefter förekommer ugnar av båda formerna nästan ända fram till våra dagar. Det är dock möjligt, att de haft olika geografisk utbredning. 
I Mälardalen och i de landskap, som stått under kulturellt inflytande därifrån, har vindugnar av kakel från 1600-talets mitt trängt undan sättugnarna både på landet och i städerna .
I moderna miljöer förekommer sättugnar i form av järnugnar som då ofta också får spela en estetisk roll i rummets inredning.